# Sal de Guérande

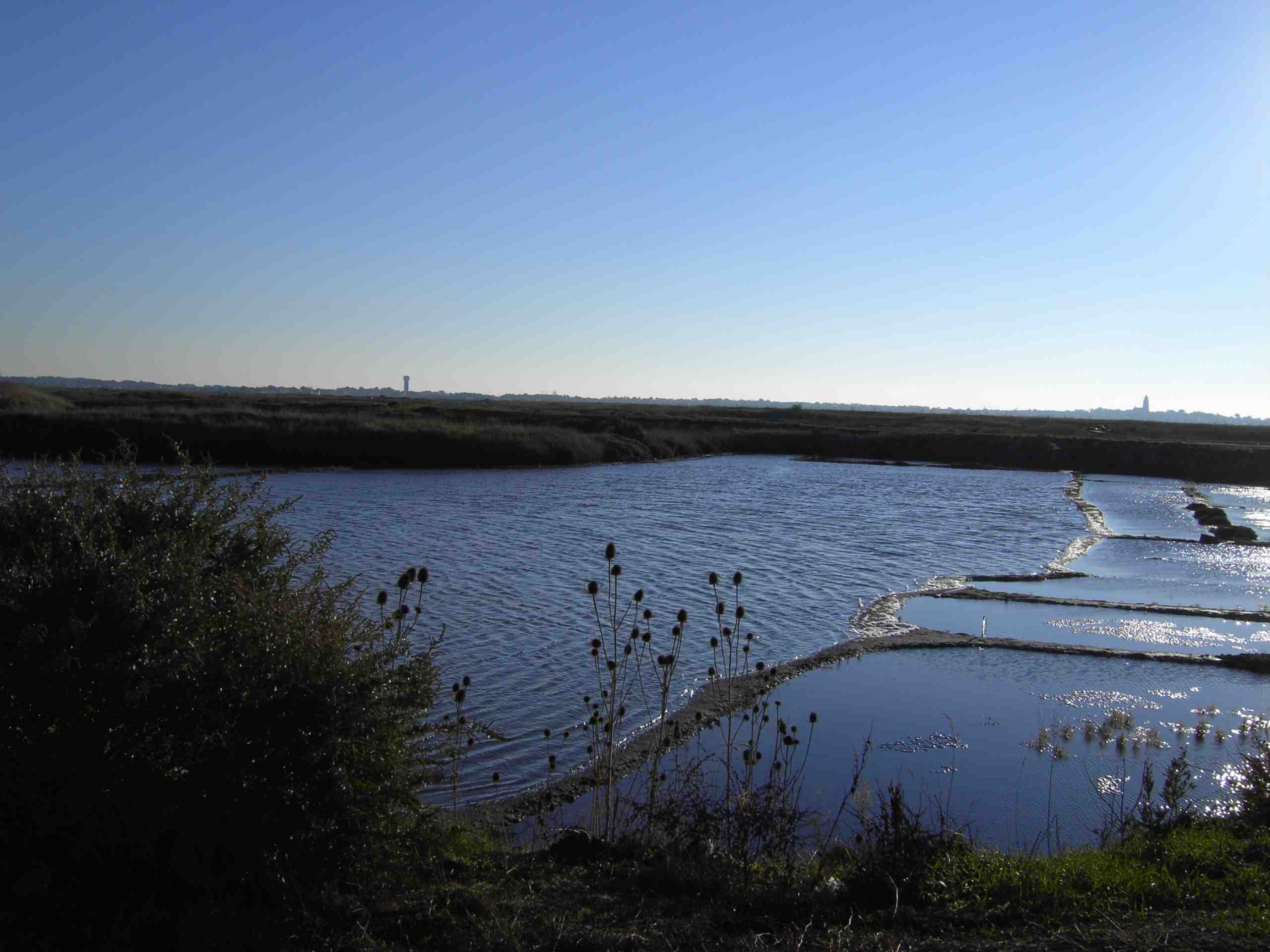
Salines a Guérande (França).

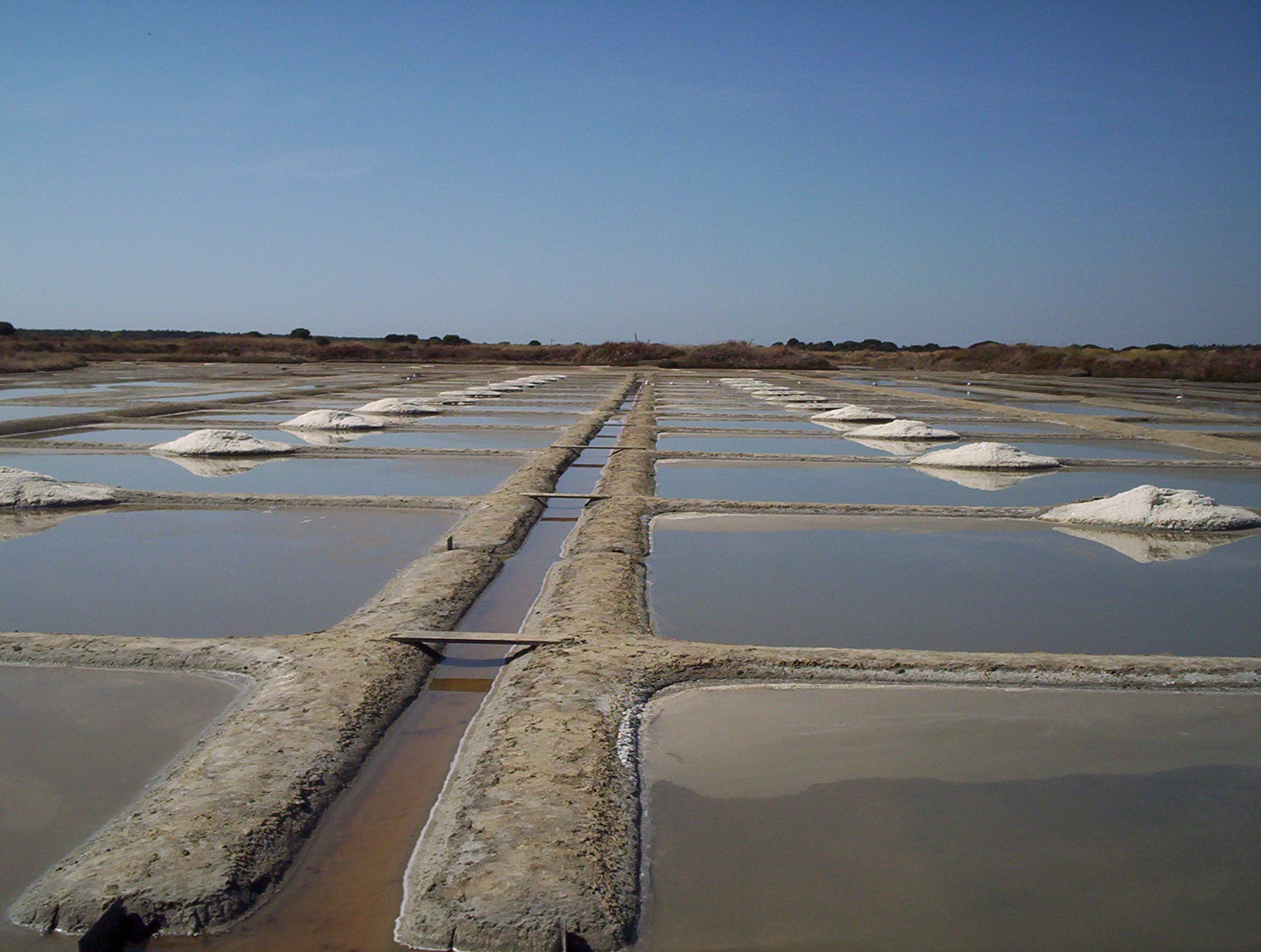
Salines a Guérande (França).

La sal de Guérande és una sal marina natural, sense refinar, sense additius i assecada al sol, procedent de la península de Guérande, a la costa atlàntica de la regió històrica de Bretanya (encara que en l'actualitat pertany al Pays de la Loire), a França. Es considera una de les sals marines d'alta qualitat, igual que altres sals com la sal Maldon d'Anglaterra (elaborada a Essex).

## Característiques
La regió de Guérande es diu en bretó Gwen Rann, el "país blanc", pel seu paisatge ple de salines.
Com és una sal no refinada (rica en oligoelements i sals minerals) i no rentada, té un color gris clar per l'argila que entapissa el fons de les eres de les salines. La major part de la producció és de sal grossa, de cristalls de grandària mitjana, però aquesta mateixa sal es mol també per comercialitzar-se com a sal fina.
Les salines produeixen també, en quantitats més reduïdes, flor de sal, una sal exquisida d'alt poder salí i molt blanca que es forma en una fina capa a la superfície de l'aigua de les eres de les salines.
La sal és recol·lectada a mà pels anomenats paludiers (saliners), que són les persones que mitjançant un las (un llarg pal flexible de jonc o fibra de carboni acabat per una paleta) rastregen la superfície de les eres de les salines. Aquesta professió dona nom a una de les versions comercials més conegudes “Le Paludier”. Palud significa salina en bretó. Els mètodes de collita i conservació es fan exclusivament per mitjans tradicionals que es remunten a l'època dels celtes. La sal comercialitzada sota aquesta denominació no porta cap additiu i posseeix la qualificació de "Nature et Progrès", indicant que s'ha recol·lectat amb mitjans completament naturals amb procediments orgànics.

## Les salines de Guérande
Cobreixen una superfície de 2000 ha repartides en dues àrees: una a la zona anomenada Traict de Croisic (la més estesa), que correspon als municipis de Batz-sur-Mer, Guérande i La Turballe. L'altra s'estén sobre 350 ha i cobreix els municipis de Mesquer, Saint-Molf i Assérac.
Al segle xxi, les salines de Guérande compten amb 250 explotacions, la majoria reagrupades en cooperatives, que recullen unes 12.000 tones de sal a l'any. La seva manera d'explotació artesanal a petita escala fa que la seva producció sigui molt inferior a la producció de les salines industrials d'altres regions. Van ser les primeres a comercialitzar la flor de sal, a la dècada de 1970, una sal fins llavors desconeguda fora de les regions salineres de l'oest de França.

## Història
Abans que es construïssin les actuals salines, es feia servir una altra tècnica a la regió des d'almenys l'Edat del Ferro. Consistia a recollir sorra o argila salada durant l'estiu i sotmetre-la a un procés de rentat per aconseguir una salmorra molt concentrada. Aquesta s'abocava en recipients de fang per ser escalfada i assecada fins que la sal es cristal·litzava. Aquesta tècnica pel foc era molt estesa en tota la costa de Armòrica i Britànnia, però va comportar una important desforestació de les regions salineres. Els nombrosos vestigis de forns de sal descoberts a la regió indiquen que existia una important producció de sal en la península de Guérande en l'època de la cultura de Hallstatt i sobretot de la Tene.
La tècnica actual de recol·lecció de la sal a Guérande és anterior al segle ix, segle en el qual es documenta per primera vegada la presència de salines solars. Aquestes van ser amb tota probabilitat obra dels romans, que van renovar la salicultura construint eres d'evaporació pavimentades amb maons de fang cuit. Entorn de l'any 1500, les salines cobrien una superfície equivalent al 80% de les salines actuals. La producció salinera es va anar incrementant durant els segles xvi i xvii i les últimes salines van ser construïdes al voltant de 1800.
Però a partir de mitjans del segle xix, les salines atlàntiques franceses van entrar en un llarg període de declivi a causa de la competència de la sal gemma, a la disminució de l'ocupació de la sal com a agent de conservació, i al desenvolupament dels mitjans de transports terrestres. En l'últim terç del segle xx, la recuperació del gust del consumidor francès pels productes regionals tradicionals i pels aliments orgànics va suposar la recuperació de moltes pràctiques agrícoles ancestrals, i van començar a renéixer les antigues salines gràcies a l'obstinació de petits productors .

## Protecció
A les salines de Fuérande se les va atorgar l'etiqueta Paisatge de Reconquesta  l'any 1992.
La zona està classificada com àrea natural d'interès ecològic, flora i fauna sota el nom pointe de Pen-Bron, marais salants et coteaux de Guérande (38.39 km²) des de 1991.
D'altra banda, el lloc està en la "llista indicativa" presentada per França per al comitè de selecció del patrimoni mundial de la humanitat des del 2002 per la seva fauna i flora i la importància com a testimoni de l'activitat humana.

## Usos
La sal grossa de Guérande, tal qual o picada en sal fina, s'utilitza com qualsevol altra sal comuna. La flor de sal, per la seva delicadesa, no s'empra per guisar i només és utilitzada sobre aliments crus (com les amanides) i sobre aliments ja cuinats (carns i peixos a la graella, o verdures cuites o al vapor).
La sal de Guérande s'empra tradicionalment per salar la mantega, obtenint mantega salada amb un mínim de 5% de sal (beurre salè), o semi-salada amb entre 0,5% i 3% de sal (beurre demi-sel).